# Keana Lyn Bastidas
Keana Lyn Bastidas, även känd under namnen Keana Bastidas och Keana Lyn, född 18 mars 1998 i Toronto i Ontario, är en kanadensisk skådespelerska. Hon är bland annat känd för att spela rollen som Callie Shaw i den bokbaserade TV-serien The Hardy Boys. Hon har en tvillingsyster vid namn Maia Jae Bastidas, som även hon arbetar som skådespelerska.

## Filmografi (i urval)

### Filmer
- 2004 – Superbabies: Baby Geniuses 2
- 2018 – Every Day

### TV-serier
- 2005 – Air Crash Investigation (TV-serie)
- 2015 – Hemlock Grove (TV-serie)
- 2016 – Backstage (TV-serie)
- 2016 – Annedroider (TV-serie) (även 2017)
- 2017 – Good Witch (TV-serie)
- 2018 – Skräckhistorier (TV-serie)
- 2019 – Wayne (TV-serie)
- 2019 – Designated Survivor (TV-serie)
- 2019 – Titans (TV-serie)
- 2019 – V Wars (TV-serie)
- 2020 – The Boys (TV-serie)
- 2020–2023 – The Hardy Boys (TV-serie)